# Ribes tularense
Ribes tularense là một loài thực vật có hoa trong họ Grossulariaceae. Loài này được (Coville) Standl. miêu tả khoa học đầu tiên năm 1930.